# European Film Awards 2015
La cerimonia di premiazione della 28ª edizione degli European Film Awards si è svolta il 12 dicembre 2015 a Berlino.
Le candidature dei premi maggiori (film, commedia, regista, attrice, attore, sceneggiatura) sono state annunciate  il 7 novembre nel corso del Festival del cinema europeo di Siviglia; precedentemente, il 27 ottobre, erano stati annunciati anche i vincitori delle categorie tecniche (fotografia, montaggio, scenografia, costumi, colonna sonora, sonoro).

## Vincitori e candidati
I vincitori sono indicati in grassetto, a seguire gli altri candidati.
 Miglior film 
- Youth - La giovinezza (Youth), regia di Paolo Sorrentino  ( Italia/ Francia/ Regno Unito/ Svizzera)
- The Lobster, regia di Yorgos Lanthimos  ( Regno Unito/ Irlanda/ Grecia/ Francia/ Paesi Bassi)
- Mustang, regia di Deniz Gamze Ergüven ( Francia/ Germania/ Turchia)
- Un piccione seduto su un ramo riflette sull'esistenza (En duva satt på en gren och funderade på tillvaron), regia di Roy Andersson  ( Svezia/ Francia/ Germania/ Norvegia)
- Rams - Storia di due fratelli e otto pecore (Hrútar), regia di Grímur Hákonarson  ( Islanda/ Danimarca)
- Victoria, regia di Sebastian Schipper  ( Germania)

 Miglior commedia 
- Un piccione seduto su un ramo riflette sull'esistenza (En duva satt på en gren och funderade på tillvaron), regia di Roy Andersson  ( Svezia/ Germania/ Francia/ Norvegia)
- Dio esiste e vive a Bruxelles (Le tout nouveau testament), regia di Jaco Van Dormael ( Belgio/ Francia/ Lussemburgo)
- La famiglia Bélier (La famille Bélier), regia di Éric Lartigau  ( Francia)

 Miglior regista 
- Paolo Sorrentino - Youth - La giovinezza (Youth)
- Roy Andersson - Un piccione seduto su un ramo riflette sull'esistenza (En duva satt på en gren och funderade på tillvaron)
- Yorgos Lanthimos - The Lobster
- Nanni Moretti - Mia madre
- Sebastian Schipper - Victoria

 Miglior attrice 
- Charlotte Rampling - 45 anni (45 Years)
- Margherita Buy - Mia madre
- Laia Costa - Victoria
- Alicia Vikander - Ex Machina
- Rachel Weisz - Youth - La giovinezza (Youth)

 Miglior attore 
- Michael Caine - Youth - La giovinezza (Youth)
- Tom Courtenay - 45 anni (45 Years)
- Colin Farrell - The Lobster
- Christian Friedel - Elser - 13 minuti che non cambiarono la storia (Elser – Er hätte die Welt verändert)
- Vincent Lindon - La legge del mercato (La loi du marché)

 Miglior sceneggiatura 
- Euthymīs Filippou e Yorgos Lanthimos - The Lobster
- Roy Andersson - Un piccione seduto su un ramo riflette sull'esistenza (En duva satt på en gren och funderade på tillvaron)
- Alex Garland - Ex Machina
- Andrew Haigh - 45 anni (45 Years)
- Florin Lazarescu e Radu Jude - Aferim!
- Paolo Sorrentino - Youth - La giovinezza (Youth)

 Miglior fotografia 
- Martin Gschlacht - Goodnight Mommy (Ich seh, Ich seh)

 Miglior montaggio 
- Jacek Drosio - Ciało

 Miglior scenografia 
- Sylvie Olivé - Dio esiste e vive a Bruxelles (Le tout nouveau testament)

 Migliori costumi 
- Sarah Blenkinsop - The Lobster

 Miglior colonna sonora 
- Cat's Eyes - The Duke of Burgundy

 Miglior rivelazione 
- Mustang, regia di Deniz Gamze Ergüven (Germania/Francia/Turchia)
- Goodnight Mommy (Ich seh, Ich seh), regia di Veronika Franz e Severin Fiala (Austria)
- Limbo, regia di Anna Sofie Hartmann (Germania/Danimarca)
- Slow West, regia di John Maclean (Regno Unito/Australia)
- Im Sommer wohnt er unten, regia di Tom Sommerlatte (Germania/Francia)

 Miglior sonoro 
- Vasco Pimentel e Miguel Martins - Le mille e una notte - Arabian Nights (As Mil e uma Noites)

 Miglior documentario 
- Amy, regia di Asif Kapadia (Regno Unito/USA)
- A Syrian Love Story, regia di Sean McAllister (Regno Unito/Francia/Libano/Siria)
- Dancing with Maria, regia di Ivan Gergolet (Argentina/Italia/Slovenia)
- The Look of Silence, regia di Joshua Oppenheimer (Danimarca/Indonesia/Finlandia/Norvegia/Regno Unito/Israele/Francia/Stati Uniti d'America/Germania/Paesi Bassi)
- Toto and His Sisters (Toto si surorile lui), regia di Alexander Nanau (Romania/Ungheria)

 Miglior film d'animazione 
- La canzone del mare (Song of the Sea), regia di Tomm Moore  ( Irlanda/ Belgio/ Danimarca/ Francia/ Lussemburgo)
- Adama, regia di Simon Rouby ( Francia)
- Shaun, vita da pecora - Il film (Shaun the Sheep Movie), regia di Richard Starzak e Mark Burton ( Regno Unito/ Francia)

 Miglior cortometraggio 
- Piknik, regia di Jure Pavlović (Croazia)
- Dissonance, regia di Till Nowak (Germania)
- E.T.E.R.N.I.T., regia di Giovanni Aloi (Francia)
- Field Study, regia di Eva Weber (Regno Unito)
- Kung Fury, regia di David F. Sandberg (Svezia)
- Kuuntele, regia di Hamy Ramezan e Rungano Nyoni (Danimarca/Finlandia)
- Naše Telo, regia di Dane Komljen (Serbia/Bosnia ed Erzegovina)
- Over, regia di Jörn Threlfall (Regno Unito)
- El corredor, regia di José Luis Montesinos (Spagna)
- Smile, And The World Will Smile Back, regia di Yoav Gross, Ehab Tarabieh e the al-Haddad family (Israele/Palestina)
- Fils du loup, regia di Lola Quivoron (Francia)
- Symbolic Threats, regia di Mischa Leinkauf, Lutz Henke e Matthias Wermke (Germania)
- This Place We Call Our Home, regia di Thora Lorentzen e Sybilla Tuxen (Danimarca)
- Çevirmen, regia di Emre Kayiş (Regno Unito/Turchia)
- Washingtonia, regia di Konstantina Kotzamani (Grecia)

 Premio del pubblico 
- La isla mínima, regia di Alberto Rodríguez  (Spagna)
- Un piccione seduto su un ramo riflette sull'esistenza (En duva satt på en gren och funderade på tillvaron), regia di Roy Andersson  (Svezia/Germania/Francia/Norvegia)
- Forza maggiore (Turist), regia di Ruben Östlund  (Svezia/Danimarca/Francia/Norvegia)
- Leviathan (Leviafan), regia di Andrej Zvjagincev  (Russia)
- Samba, regia di Olivier Nakache e Éric Toledano  (Francia)
- Non sposate le mie figlie! (Qu'est-ce qu'on a fait au Bon Dieu?), regia di Philippe de Chauveron  (Francia)
- The Imitation Game, regia di Morten Tyldum  (Regno Unito/USA)
- Il sale della terra (Le sel de la terre), regia di Wim Wenders e Juliano Ribeiro Salgado  (Francia)
- Victoria, regia di Sebastian Schipper  (Germania)
- White God - Sinfonia per Hagen (Fehér isten), regia di Kornél Mundruczó  (Ungheria/Svezia/Germania)

 Young Audience Award 
- Il ragazzo invisibile, regia di Gabriele Salvatores (Italia)
- Min lilla syster, regia di Sanna Lenken (Svezia/Germania)
- You're Ugly Too, regia di Mark Noonan (Irlanda)

 Premio alla carriera 
- Charlotte Rampling

 Premio onorario del Presidente dell'European Film Award e del Consiglio 
- Michael Caine

 Miglior contributo europeo al cinema mondiale 
- Christoph Waltz /

 Miglior co-produttore europeo 
- Andrea Occhipinti